# Joppa bicolor
Joppa bicolor là một loài tò vò trong họ Ichneumonidae.